# Малък качулат бързолет
Малкият качулат бързолет (Hemiprocne comata) е вид птица от семейство Качулати бързолети (Hemiprocnidae).

## Разпространение и местообитание
Разпространен е в Бруней, Индонезия, Малайзия, Мианмар, Сингапур, Тайланд и Филипините.